# يهوه بن يهوه
يهوه بن يهوه (المولود باسم هولون ميتشل جونيور ؛ 27 أكتوبر 1935 - 7 مايو 2007) زعيم ديني أمريكي وانفصالي أسود ومؤسس أمة يهوه، وهي حركة دينية جديدة مقرها في فلوريدا، والتي كان لها في ذروتها آلاف المريدين الأمريكيين السود. كان يبشر بأن يسوع كان أسود اللون وأن "الشياطين البيض" يحكمون السود مؤقتًا، وكان يُنظر إليه على أنه يعلم الكراهية. وجهت إليه ثلاث تهم تتعلق بالابتزاز والرشوة على المستوى الفيدرالي، وقد ثبتت براءته منها. ومع ذلك، فقد أدين بالتآمر لارتكاب جريمة قتل.

## نشأته
وُلِد يهوه بن يهوه باسم هولون ميتشل جونيور في 27 أكتوبر 1935. واحد من 15 طفلاً ولدوا لهولون ميتشل الأب، وهو قس لطائفة دينية جديدة في إنيد، أوكلاهوما، وبيرل ميتشل (ني ليذرمان)، عازفة البيانو في نفس الجماعة.
بعد مغادرة أوكلاهوما، انضم ميتشل إلى الجيش ثم التحق بكلية الحقوق. انتقل إلى أتلانتا، حيث انضم في الستينيات إلى أمة الإسلام واتخذ اسم هولون إكس. بعد مغادرته لأمة الإسلام في أواخر الستينيات، أصبح واعظًا مسيحيًا شافيًا بالإيمان وأطلق على نفسه اسم الأب ميتشل، وصل ميتشل إلى ميامي بولاية فلوريدا في عام 1978، حيث جمع أعضاء الجماعات الإسرائيلية العبرية السوداء في المدينة وأسس أمة يهوه.

## زعيم أمة يهوه
أنشأت أمة يهوه مقرها في ليبرتي سيتي، فلوريدا، في عام 1979.
صُنفت عقيدة ميتشل على نطاق واسع باعتبارها فرعًا من حركة بني إسرائيل العبرانيين السود، وأكدت على الاعتقاد بأن الله وجميع أنبياء الكتاب المقدس كانوا من السود وأن السود سوف يكتسبون معرفة تاريخهم الحقيقي من خلال ميتشل. كما وصف البيض واليهود بالكفار والظالمين. وأكد ميتشل على الولاء لنفسه باعتباره ابن الله.
أكسبته جهود ميتشل التجارية والخيرية احترام المجتمع. أعلن عمدة ميامي آنذاك كزافييه سواريز "يوم يهوه بن يهوه" في 7 أكتوبر 1990، قبل شهر من توجيه الاتهام إليه.
وقد وصف مايكل تي ميلر فكر يهوه بن يهوه بأنه يتألف من "توقعات نهاية العالم الوشيكة؛ وعلم الكونيات الثنائي الذي وضع السود في مركز معركة بين الخير والشر، حيث البيض أشرار وجوديًا؛ وإرشادات غذائية صارمة غالبًا تتجاوز ما هو موجود في الكتاب المقدس (تدافع عادةً عن النباتية لفوائدها الصحية)؛ وتصور المسيحية كدين للعبيد مصمم لإخضاع السود؛ ونقل الجنة والجحيم كحقائق دنيوية؛ ورفض الميتافيزيقيا الثنائية للمادة والروح". ويخلص إلى أنها "لاهوت انتقامي" من أمريكا البيضاء، رغم أنه لاحظ أن التغيير بدأ في عام 1985 عندما رغب ميتشل في خلق صورة أكثر إيجابية. ويشير أيضًا إلى أن "ميتشل هو على الأرجح الزعيم الديني [الأمريكي الأفريقي] الوحيد الذي كان منغمسًا بشكل متساوٍ في المسيحية السوداء والإسلام واليهودية".
كان يهوه بن يهوه في مشاكل مع القانون بحلول تسعينيات القرن العشرين، على الرغم من أن أتباعه ظلوا مخلصين له. بين عامي 1990 و2001، قضى أحد عشر عامًا من عقوبة مدتها ثمانية عشر عامًا بتهمة التورط في منظمات متأثرة بالابتزاز والفساد بموجب القانون،و بعد إدانته هو وعدة أعضاء آخرين من أمة يهوه بالتآمر بسبب دور أتباعهم السابقين في أكثر من اثنتي عشرة جريمة قتل. اعترف روبرت روزير، لاعب كرة القدم الأميركي السابق وأحد أتباع ميتشل، بارتكاب سبع من هذه الجرائم.
واجه بن يهوه الإدانة بتهمة التآمر على القتل فقط. وكان روزير أحد المكونات الأساسية لقضية الادعاء، حيث أدلى بشهادته مقابل الحصول على عقوبة مخففة. دخل روزير لاحقًا برنامج حماية الشهود ، لكنه عاد إلى السجن بعد صدور حكم عليه بالسجن لمدة تتراوح بين 25 عامًا ومدى الحياة بموجب قانون كاليفورنيا للضربات الثلاث، بعد إدانته بارتكاب جريمة التهرب الضريبي. حصل ميتشل على رقم هوية مكتب السجون الفيدرالي 22031-034.
أُفرج عن ابن يهوه بكفالة في عام 2001 وعاد إلى ميامي، ولكن قيدت أنشطته حتى بضعة أشهر قبل وفاته. ومُنع من إعادة الاتصال بجماعته القديمة. ولضمان ذلك، مُنع من أي شكل من أشكال الكلام عبر الإنترنت أو الهاتف أو الكمبيوتر أو الراديو أو التلفزيون الذي قد يجعله على اتصال بأي عضو من أعضاء أمة يهوه.

## وفاته
في عام 2006، عاني من مرض سرطان البروستاتا بشكل متزايد.
توفي ميتشل في 7 مايو 2007، عن عمر يناهز 71 عامًا. وقال محامياه، جين وينتراوب وستيفن بوتولسكي، في بيان مشترك: "سيظل يهوه في ذاكرة الملايين من الناس الذين لمسهم من خلال الصلاة والتعليمات".

## عائلته
أحد أشقاء ميتشل هي ليونا ميتشل، أخته الصغرى، وهي تعمل في أوبرا متروبوليتان.